# سامی چسل
سامی چسل (انگلیسی: Sammy Chessell; ۹ ژوئیهٔ ۱۹۲۱ – ۱۴ مارس ۱۹۹۶) بازیکن فوتبال اهل بریتانیا بود.
از باشگاه‌هایی که در آن بازی کرده‌است می‌توان به باشگاه فوتبال منزفیلد تاون اشاره کرد.